# ISO 3166-2:SG
ISO 3166-2:SG est l'entrée pour Singapour dans l'ISO 3166-2, qui fait partie du standard ISO 3166, publié par l'Organisation internationale de normalisation (ISO), et qui définit des codes pour les noms des principales administration territoriales (e.g. provinces ou États fédérés) pour tous les pays ayant un code ISO 3166-1.

## Districts (5)
Les noms des subdivisions sont listés selon l'usage de la norme ISO 3166-2, publiée par l'agence de maintenance de l'ISO 3166.
```
SG-01
 
Central Singapore

SG-02
 
North East

SG-03
 
North West

SG-04
 
South East

SG-05
 
South West
```

Historique des changements
- 28 novembre 2007 : Ajout des divisions administratives et de leurs codets